# Charles Tegart
Sir Charles Augustus Tegart (ur. 5 października 1881 w Londonderry, zm. 6 kwietnia 1946) – brytyjski policjant pochodzenia irlandzkiego.

## Kariera

### Indie
Do Kalkuty został wysłany po serii zamachów o podłożu politycznym, gdyż przełożeni sądzili, że ze względu na swoje irlandzkie pochodzenie i doświadczenia łatwiej będzie mu prowadzić działania antyterrorystyczne. W trakcie operacji wywiadowczych w terenie często przebierał się za lokalnego mieszkańców, np. sikhijskiego taksówkarza. Mimo że zorganizowano 6 zamachów, w tym bombowych, na jego życie, nie stosował się do procedur bezpieczeństwa i np. jeździł karbioletem z otwartą kabiną. 
W 1926 r. otrzymał tytuł szlachecki w ramach uhonorowania jego wysiłków których efektem była pacyfikacja ruchu rewolucyjnego oraz zmniejszenie o połowę liczby dokonywanych bez użycia przemocy przestępstw w Kalkucie.
W 1930 r. uzyskał pozwolenie władz we francuskiej enklawie Chandernagore na wkroczenie w celu pościgu za indyjskimi buntownikami.  

#### Incydent z bombą
W swoim gabinecie trzymał (jak sądzono) rozbrojoną bombę, którą używał jako przycisk do papieru i która eksplodowała w wyniku jego rzutu o jedną z map. W wyniku incydentu została uszkodzona jedna ze ścian jego gabinetu.

### Powstanie arabskie w Palestynie
Ze względu na jego kompetencje, władze brytyjskie wysłały go do pogrążonego w arabskim powstaniu Mandatu Palestyny, aby doradzał Głównemu Inspektorowi w sprawach bezpieczeństwa. Na miejsce przybył w listopadzie 1937 r.
Aby kontrolować przemieszczanie się powstańców, towarów i broni, zdecydował on o budowie na granicy z francuskimi mandatami Syrii i Libanu oświetlanego reflektorami ogrodzenia granicznego, znanego obecnie jako „mur Tegarta”. Zalecił również budowę 77 żelbetowych posterunków i posterunków policji, znanych obecnie jako „forty Tegarta”. Pomimo zakończenia powstania w 1939 r., kontynuowano budowę nowych fortów, już nie tylko na północnej granicy, ale również przy najważniejszych strategicznie skrzyżowań wewnątrz Palestyny.
Obniżył standardy obowiązujące przy naborze do policji mandatowej i zezwalał na jawne łamanie praw człowieka przez swoich podwładnych, np. stosowanie tortur, zastraszania czy używanie lokalnej ludności jako żywych tarcz na samochodach policyjnych oraz do detonacji min-pułapek na drogach.